# Aceno

Fórmula estructural general de los acenos.

Los acenos, o poliacenos son una clase de compuestos orgánicos que son hidrocarburos aromáticos policíclicos formados por anillos de benceno unidos entre sí de forma lineal. Sus representantes de mayor tamaño tienen un potencial interés en la optoelectrónica, y son objeto de estudio en los campos de la química y la ingeniería eléctrica. El pentaceno ha sido incorporado a los transistores orgánicos de efecto de campo.
Hasta la fecha, los acenos conocidos son:
- benceno
- naftaleno (n=0, 2 anillos)
- antraceno (n=1)
- tetraceno (n=2)
- pentaceno (n=3)
- hexaceno (n=4)
- heptaceno (n=5, 7 anillos)

Acenos superiores han sido generados en matrices sólidas a temperaturas criogénicas, como el octaceno (n=8), nonaceno (n=9) y undecaceno (n=11). También han sido generados sobre superficies metálicas y caracterizados con resolución subatómica mediante STM, acenos como el nonaceno (n=9), decaceno (n=10) y undecaceno (n=11).
Recientemente, la generación sobre superficie del dodecaceno (n=12) ha sido descrito por investigadores del CiQUS y TU Dresden, siendo el aceno más largo descrito hasta el momento.

## Compuestos relacionados
Existe un grupo relacionado de compuestos llamados helicenos que están formados por anillos unidos entre sí en 1 y 2 con una estructura helicoidal en vez de lineal como es el caso de los acenos. Los poliquinanos y -quinenos son anillos de ciclopentano unidos entre sí.